# Macrobrachium maculatum
Macrobrachium maculatum är en kräftdjursart som beskrevs av Liang och Yan 1980. Macrobrachium maculatum ingår i släktet Macrobrachium och familjen Palaemonidae. Inga underarter finns listade i Catalogue of Life.